# Dustin Poirier
Dustin Glenn Poirier (* 19. Januar 1989 in Lafayette, Louisiana) ist ein ehemaliger US-amerikanischer Mixed-Martial-Arts-Kämpfer im Leichtgewicht der Ultimate Fighting Championship (UFC).
Im Januar 2021 lag er auf Position 7 im UFC-Pound-for-Pound-Ranking.

## Leben
Dustin Glenn Poirier wuchs auf in seinem Geburtsort Lafayette. Er gehört zur Bevölkerungsgruppe der Cajun. Er besuchte die Northside High School und zog später mit seiner Frau, mit der er eine Tochter hat, zu Trainingszwecken nach Südflorida.
Poirier ist seit 2009 als Profi aktiv. Er startete mit einer Bilanz von 7 zu 0 Siegen. Im Jahr 2010 trat er unter anderem beim World Extreme Cagefighting an. 2011 war er Gegenstand des Dokumentarfilms Fightville, in dem das MMA in den Südstaaten behandelt wurde.
In der UFC gewann er unter anderem gegen Max Holloway, Eddie Alvarez, Justin Gaethje, Anthony Pettis, Joseph Duffy, Dan Hooker und Conor McGregor.

## Wohltätigkeit
Poirier versteigerte auf eBay eigene Sportkleidung, unter anderem zu 5000 US-Dollar zugunsten der US-amerikanischen Second Harvest Food Bank. Im April 2018 gründete er die Good Fight Foundation. 2018 sammelte er Spenden für die Familie eines verstorbenen Polizisten. Von einer weiteren Versteigerung kaufte er 500 Schulranzen für Kinder aus seiner Heimatstadt.

## Filmografie
- 2011 Fightville als er selbst

## Videospiele
- 2016 EA Sports UFC 2 als er selbst
- 2018 EA Sports UFC 3 als er selbst
- 2020 EA Sports UFC 4 als er selbst
- 2023 EA Sports UFC 5 als er selbst

## Meisterschaften und Erfolge
- Ultimate Fighting Championship
  - Interim UFC Lightweight Championship (1×)
  - Fight of the Night (7x)  vs. Jung Chan-Sung, Akira Corassani, Jim Miller, Anthony Pettis, Islam Makhachev, Justin Gaethje und Max Holloway[17][18][19][20][21][22]
  - Submission of the Night (1x)  vs. Max Holloway[23]
  - Performance of the Night (3x)  vs. Carlos Diego Ferreira, Yancy Medeiros und Eddie Alvarez[24][25][26]

- ESPN MMA Awards
  - Fight of the Year (2012) vs. Jung Chan-Sung

- Sherdog Awards
  - Fight of the Year (2012) vs. Jung Chan-Sung
- MMAJunkie.com
  - 2014 April Fight of the Month vs. Akira Corassani[27]
  - Fight of the Year (2018) vs. Justin Gaethje[28]

- MMAWeekly.com
  - Fight of the Year (2018) vs. Justin Gaethje[29]

- MMA Fighting
  - Fight of the Year (2018) vs. Justin Gaethje[30]
- Wrestling Observer Newsletter
  - Fight of the Year (2012) vs. Jung Chan-Sung [31]
  - Fight of the Year (2018) vs. Justin Gaethje

- Bang FC
  - Knockout (2009)